# Pietro Usimbardi
Pietro Usimbardi (Colle di Val d'Elsa, 1539 – Arezzo, 28 maggio 1611) è stato un vescovo cattolico italiano.

## Biografia
Pietro nacque a Colle di Val d'Elsa dalla influente famiglia degli Usimbardi, che darà a Colle di Val d'Elsa il primo vescovo nella storia della sua diocesi, Usimbardo Usimbardi, fratello di Pietro e di Lorenzo, che a sua volta ricoprirà importanti cariche alla corte Granducale.
Il conterraneo abate Giusti lo introdusse nella segreteria del cardinale Giovanni de' Medici e, dopo la morte di costui (1562), del fratello Ferdinando. A questo evento, anche per una serie di circostanze favorevoli, seguì l’ascesa degli Usimbardi.
Nel 1571 fu nominato pievano della chiesa di San Michele (o chiesa di Santa Maria, l'attuale santuario della Madonna Madre dei Bimbi, che, costruita dagli Umiliati nella II metà del XIII secolo sul posto dove esisteva la vecchia chiesa di San Michele, subì poi diverse trasformazioni fino a diventare l'attuale chiesa di San Giovanni Battista) a Cigoli, nei pressi di San Miniato. Pietro Usimbardi restaurò a sue spese la chiesa e nel 1585 la concesse con le terre di pertinenza all'ordine di San Francesco di Paola.
Nel 1587, con il ritorno a Firenze insieme al nuovo granduca, Pietro Usimbardi fu promosso primo segretario di Stato o «segretario di camera»; carica concessagli da Ferdinando I de' Medici in sostituzione di Antonio di Lorenzo Serguidi da Volterra, con motuproprio del 2 novembre 1587.
Nel 1589 fu eletto vescovo di Arezzo (lasciando il suo incarico al fratello Lorenzo Usimbardi) e lo rimarrà fino al 1611, data della morte.
Nonostante la carica episcopale fosse stata ottenuta grazie alla raccomandazione del granduca a papa Sisto V, il suo operato ad Arezzo è stato indicato come uno dei più importanti nella storia della diocesi. Promosse la riorganizzazione dell'archivio diocesano, opera peraltro iniziata dal suo predecessore, il vescovo Stefano Bonucci; nel 1592 diede inizio ai lavori per la costruzione della chiesa del convento dei Cappuccini a Lucignano, che sarà completata l'anno successivo e consacrata nel 1604. Nel frattempo, nel 1595, aveva consacrato la cattedrale di Arezzo, la cui costruzione si era protratta a lungo, che era stata dedicata ai santi Pietro Stefano e Donato (oggi solo San Donato). Fece inoltre edificare l'oratorio di Santo Stefano sul colle dove si trovava il preesistente duomo.
Nel 1597 presiedette al sinodo nel quale si fecero propri i principi e le prescrizioni del Concilio di Trento che verranno poi riportati nella sua principale opera: Constitutiones et decreta pubblicata in Synodo diocoesana Arretina, quam Petrus Usimbardius episcopus Arretij habuit anno Domini MDXCVII, edita in Firenze, per i tipi di Sermartelli, nel 1598. Insaziabile fu la sua opera pastorale tesa a divulgare ed attuare i principi del Concilio. I principi contenuti nella sua opera costituiranno un punto di riferimento indispensabile per molti dei suoi successori.
All'inizio del XVII secolo fece costruire, nella città natale di Colle di Val d'Elsa, la chiesa e l'annesso convento di San Pietro, provvedendo ad affidarne il progetto a Giorgio Vasari il giovane e dotandolo di una rendita annua di 25.000 scudi.

## Genealogia episcopale
La genealogia episcopale è:
- Arcivescovo Filippo Archinto
- Papa Pio IV
- Cardinale Giovanni Antonio Serbelloni
- Cardinale Giovanni Battista Castrucci
- Cardinale Antonio Maria Gallo
- Vescovo Pietro Usimbardi